# 심법흥
심법흥(중국어 정체자: 沈法興, 간체자: 沈法兴, 병음: Shěn Fǎxìng 선파싱[*], ?~620년)은 중국 수나라 말기와 당나라 건국기의 군웅이다. 우문화급 토벌을 명분으로 군사를 일으켰다. 619년에 지금의 저장성과 장쑤성 남부 지역을 점령하고 양왕(梁王)이라 자칭했다. 620년에 이자통에게 패하고 강물에 투신하여 자살했다.